# Vertegenwoordigend Lichaam
Het Vertegenwoordigend Lichaam was tijdens de Bataafse Republiek de volksvertegenwoordiging zoals die door de Constituerende Vergadering werd uitgeroepen op 4 mei 1798 waarbij deze zichzelf voorlopig als Vertegenwoordigend Lichaam instelde. Er kwam bovendien een vijf leden tellend Uitvoerend Bewind, bijgestaan door acht agenten (ministers).
Na een op 12 juni door Daendels, met instemming van de Fransen, uitgevoerde staatsgreep kwam er een einde aan het parlement. Een Intermediair Wetgevend Lichaam, dat tot 31 juli 1798 bestond, schreef verkiezingen uit voor een nieuw Vertegenwoordigend Lichaam.
Dat nieuwe parlement kwam op 31 juli 1798 voor het eerst bijeen.
Het Vertegenwoordigend Lichaam verdeelde zich na eerste bijeenkomst in twee kamers. De Tweede Kamer telde 30 leden, de Eerste Kamer werd gevormd door de overige leden. Om de drie jaar werd een derde van de leden gekozen op basis van een districtenstelsel.
De Eerste Kamer had het exclusieve recht om wetsvoorstellen in te dienen. De Tweede Kamer kon deze bekrachtigen of verwerpen. Indien de Tweede Kamer een voorstel verwierp, werd het teruggezonden naar de Eerste Kamer. Alleen als het voorstel dan met tweederdemeerderheid van de stemmen werd aangenomen, kon het alsnog wet worden.
De Tweede Kamer koos ook op voordracht van de Eerste Kamer het uit vijf leden bestaande Uitvoerend Bewind. Dat Bewind werd bijgestaan door agenten (ministers). Daarnaast besliste het Vertegenwoordigend Lichaam over de oorlogsverklaring, over het sluiten van verdragen, over het leger en over financiële zaken (belastingen, begroting, traktementen).
De vergaderingen waren openbaar, maar de voorzitter kon besluiten achter gesloten deuren te vergaderen.